# Paul Rampelt
Paul Rampelt (n. 29 noiembrie 1921, Mediaș – d. 1996), a fost un cântăreț de operă și operetă, dar și un poet care a scris în dialectul săsesc, originar din România.

## Biografie[2]
A studiat în Mediaș și a luat bacalaureatul în 1941.
Vacanțele de Paști, de vară și de Crăciun le petrecea la țară, în localitatea Buzd de lângă Mediaș, cu familia sa, care avea 6 membri. Acolo a cunoscut traiul țăranilor sași și a învățat să vorbească dialectul săsesc.
Unul din profesorii săi de la gimnaziul „Stephan Ludwig Roth” din Mediaș a fost Dutz Schuster, poet care scria în dialectul săsesc. Uneori, la orele de matematică le recita câte o poezie sau le citea o proză în dialect. Aceasta l-a îndemnat pe Paul Rampelt să încerce și el să scrie poezii în dialectul săsesc.
Primele astfel de poezii, pe care autorul le consideră de valoare, au fost scrise în prizonierat.
După al Al Doilea Război Mondial s-a întors în România, unde a avut ca activitate principală cea de cântăreț, de operă și operetă. În această perioadă, când avea de crescut trei copii, viața i se părea prea prozaică și a încetat să mai scrie poezii umoristice.
În 1965 a emigrat în Republica Federală Germania, unde, scutit de griji, i-a revenit dispoziția de a scrie poezie umoristică, în dialect săsesc.
Începând cu anul 1970, a început să publice unele din lucrările sale în ziare și reviste, între care în Siebenbürgische Zeitung și în Siebenbürgischer Hauskalender.
Apoi, a decis să-și editeze singur volumele de poezie.
Din 1984 a participat la peste 100 de lecturi cu public ale lucrărilor proprii, în Germania, Austria și Elveția.

## Volume
- Ifach äs et net, me Läwer, (Mundartgedichte/versuri în dialect), 1976 (cu desene de Rolf Peter Brotschi)
- Lastich Mänjtschen uch Gedärer, (Mundartgedichte/versuri în dialect), 1979 (cu desene de Hermann Kenzel)
- Lachen uch Nodinken, (Mundartgedichte/versuri în dialect), 1986
- Mir Keakelpiraten, fiur Medwescher, (Mundartgedichte/versuri în dialect), 1981
- Noch ist Saksesch, (Tonbandkassette/Casetă audio nr. 1), 1983
- Veränglich, (Tonbandkassette/Casetă audio nr. 2), 1989
- Wä läng klajt noch menj Motterspoch, 1993